# 圣伯多禄门 (佩鲁贾)
43°6′16.6″N 12°23′34.4″E / 43.104611°N 12.392889°E

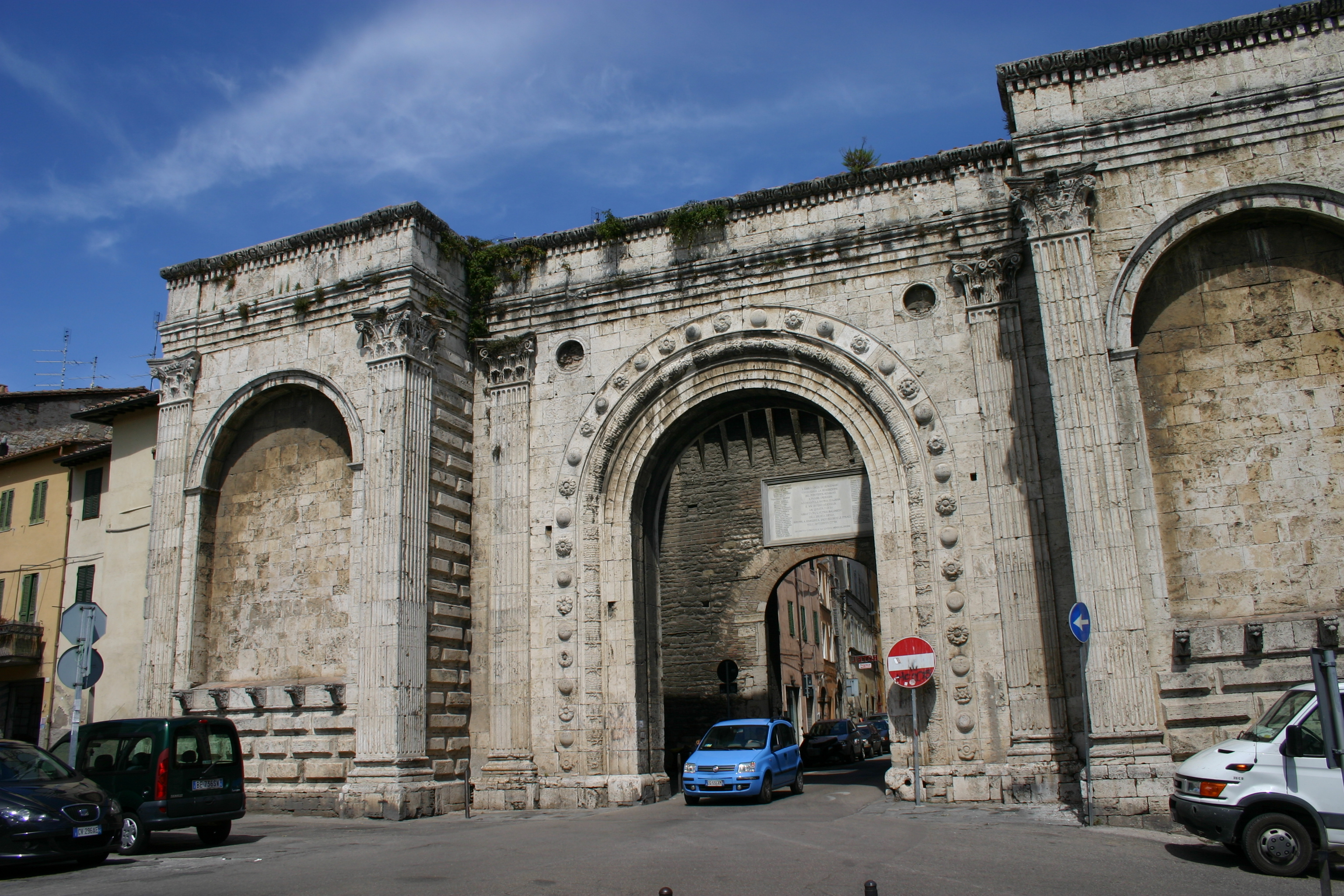
圣伯多禄门

圣伯多禄门（Porta di San Pietro）或罗马门（Porta Romana），是佩鲁贾的中世纪城门之一。
它位于十三-十四世纪城墙上，加富尔大街（Corso Cavour）的尽头。
其外部立面是由阿戈斯蒂诺·迪·杜乔建于1475-1480年，文艺复兴风格，受到阿尔伯蒂的启发。

## 内部立面

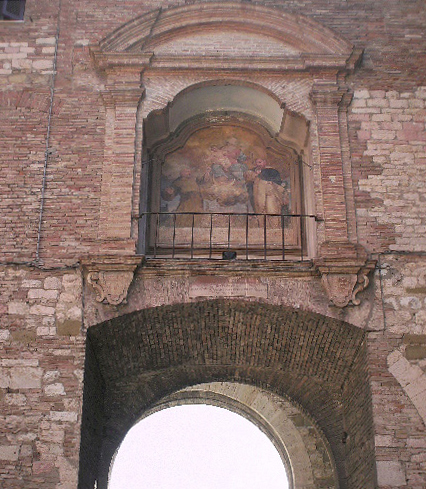
内部立面

内部立面上 有一幅画（1817年），描绘“玫瑰圣母与圣多明我和圣方济各”。还有一个牌匾纪念1859年6月20日佩鲁贾大屠杀的受害者。